# (5418) Joyce
Pour les articles homonymes, voir Joyce.
(5418) Joyce est un astéroïde de la ceinture principale.

## Description
(5418) Joyce est un astéroïde de la ceinture principale. Il fut découvert le 29 août 1981 à l'Observatoire Kleť par Antonín Mrkos. Il présente une orbite caractérisée par un demi-grand axe de 2,97 UA, une excentricité de 0,31 et une inclinaison de 17,5° par rapport à l'écliptique.

## Compléments